# Geraint Howells
Pour les articles homonymes, voir Howells.
Geraint Wyn Howells, baron Geraint (15 avril 1925 - 17 avril 2004) est un homme politique libéral démocrate gallois.

## Jeunesse
Howells est né à Ponterwyd dans le Cardiganshire. Il est le fils de David John et de Mary Blodwen Howells, tous deux agriculteurs. Howells fait ses études à l'école primaire de Ponterwyd et au lycée Ardwyn, à Aberystwyth. Au cours de sa carrière parlementaire, Howells conserve des liens étroits avec les universités d'Aberystwyth et de Lampeter.
Il est agriculteur à Glennydd, Ponterwyd dans le Cardiganshire. Il gère quelque 750 acres là-bas avec environ 3000 moutons et il est également un champion de la tonte des moutons. Il occupe des postes de direction au British Wool Marketing Board et est président des Wool Producers of Wales, de 1977 à 1983. Politiquement, Howells est élu au Conseil du comté de Cardiganshire comme indépendant en 1952. À cette époque, il est normal dans les comtés ruraux gallois que les libéraux se présentent comme indépendants.
Cependant, en 1958, il est brièvement nommé agent du candidat travailliste pour le Cardiganshire, Loti Rees Hughes.

## Carrière parlementaire
Howells est choisi comme candidat parlementaire pour Brecon et Radnor en 1968. Il est le premier libéral à se présenter pour le siège dans la période d'après-guerre. Il arrive troisième avec 18,9% des voix. Au cours de cette période, Howells est l'un des principaux acteurs du Parti libéral gallois.
En 1972, Howells est choisi comme candidat parlementaire pour Cardiganshire, un siège avec une longue tradition libérale. Il avait été détenu par le député libéral, Roderic Bowen, jusqu'à sa défaite face au travailliste Elystan Morgan en 1966. Aux élections générales de février 1974, Howells bat Morgan et conserve la circonscription, sous plusieurs découpages, jusqu'en 1992. Ainsi, il est député de Cardigan (1974–1983) et de Ceredigion et Pembroke North (1983–1992) après des changements de frontières. Howells est le porte-parole du Parti libéral pour les affaires galloises (1979–1987) et l'agriculture (1987–92). Son secrétaire et agent à Westminster est Judi Lewis (directeur général des libéraux démocrates gallois 1992-1997) tandis que l'un de ses assistants est Mark Williams qui remporte plus tard le siège pour les libéraux démocrates en 2005.
En 1992, Howells perd de façon inattendue son siège au profit du Plaid Cymru (qui passe de la quatrième place à la première). Plaid Cymru a formé une alliance avec le Parti des Verts du Pays de Galles qui attire un soutien considérable de la part de locuteurs non gallois de la circonscription. Howells devient pair à vie en tant que baron Geraint, de Ponterwyd dans le comté de Dyfed. 
Howells est un pro-dévolutionniste passionné. Il joue un rôle de premier plan dans la campagne de déconcentration de 1979 au Pays de Galles. Il peut également obtenir la reconnaissance du Syndicat des agriculteurs du Pays de Galles (FUW) comme l'un des syndicats officiels pour les négociations gouvernementales lors du pacte Lib-Lab dans les années 1970.

## Vie privée
Geraint Howells épouse Mary Olwen Hughes le 7 septembre 1957. Ils ont deux enfants: Gaenor, journaliste au BBC World Service, né en 1961 et Mari née en 1965.